# Albert II de Brandenburg-Ansbach
Albert II de Brandenburg-Ansbach, (en alemany Albrecht von Brandenburg-Ansbach) va néixer a Ansbach (Alemanya) el 18 de setembre de 1620 i va morir a la mateixa ciutat el 22 d'octubre de 1667. Era un noble alemany, el segon fill de Joaquim Ernest de Brandenburg-Ansbach (1583-1625) i de Sofia de Solms-Laubach (1594-1651).
El 1625, el seu germà gran Frederic de Brandenburg-Ansbach va succeir el seu pare, quan encara era menor d'edat. de manera que la seva mare n'exercí la regència. El 6 de setembre de 1634, Frederic fou mort a la batalla de Nördlingen, en el transcurs de la Guerra dels Trenta Anys, de manera que Albert va esdevenir l'hereu, tornant a exercir la seva mare la regència fins al 1639.

## Matrimoni i fills
El 31 d'agost de 1642 es va casar a Stuttgart amb Enriqueta Lluïsa de Württemberg (1623-1650), filla de Lluís Frederic de Württemberg. El matrimoni va tenir tres fills:
- Sofia Elisabet (1643-1643)

- Albertina Lluïsa (1646-1670)

- Sofia Amàlia (1649-1649)

Havent enviudat, Albert es tornà a casar el 15 d'octubre de 1651 amb Sofia Margarida d'Oettingen-Oettingen (1634-1664), filla del comte Joaquim Ernest d'Oettingen (1612-1658) i d'Anna Sibil·la de Solms-Sonnenwald (1615-1635). D'aquest segon matrimoni en nasqueren:
- Lluïsa Sofia (1652-1668)

- Joan Frederic (1654-1686), casat primer amb la princesa Joana Elisabet de Baden-Durlach (1651-1680), i després amb Elionor de Saxònia-Eisenach (1662-1696).

- Albert Ernest (1659-1674)

- Dorotea Carlota (1661-1705), casada amb Ernest Lluís de Hessen-Darmstadt (1667-1739).

- Elionor Juliana (1663-1724), casada amb Frederic Carles de Wurttemberg-Winnental (1652-1698).

Vidu de nou, es casà per tercera vegada el 6 d'agost de 1665 a Durlach amb Cristina de Baden-Durlach (1645-1705), filla de Frederic VI de Baden-Durlach (1617-1677) i de Cristina Magdelena de Wittelsbach (1616-1662).